# Джон Рірдон
Джон Генрі Рірдон (англ. John Henry Reardon; нар. 30 липня 1975, Галіфакс) — канадський актор.

## Життєпис

### Раннє життя
Джон Рірдон народився 30 липня 1975 року в Галіфаксі, Нова Шотландія, Канада. Ріардон вивчав театральне мистецтво в Академії драматичного мистецтва Лір у Дубліні, Ірландія, а також імпровізацію в The Second City в Лос-Анджелесі, Каліфорнія, і Торонто, Онтаріо. Під час навчання в Університеті Маунт Еллісон Ріардон розглядав можливість зробити кар'єру в медицині, але, коли він виріс, його мрією було стати професійним спортсменом. Він навчався в Маунт Еллісон з 1993 по 1997 рік, закінчивши його зі ступенем бакалавра біології.

### Кар'єра
Він почав зніматися у 2001 році та з'явився в декількох телешоу і фільмах, таких як «Поклик Тру» (Рендалл Томпсон), «Білі ціпоньки» (Хіт), «Дуже страшне кіно 4» (Джеремайя) і «Учень Мерліна» (Джек). З 2012 по 2014 рік він знімався в серіалах «Арктичне повітря» на CBC та «Континуум» на Showcase. В «Арктичному повітрі» Джон Ріардон грав Блейка Лавіолетта, молодого, красивого пілота в стилі «Top Gun», який мав таємний зв'язок зі своєю колегинею Крістою Іварсон. У «Континуумі» Ріардон зіграв Ґреґа Камерона, чоловіка головної героїні, Кіри Камерон.
У 2019 році Ріардон вперше з'явився в канадському серіалі «Гадсон і Рекс» у ролі нещодавно розлученого Чарлі Гадсона, детектива поліції Сент-Джонса. Його напарник і колега по службі — собака породи К-9, на ім'я Рекс, який втратив свого напарника-людину під час справи, над якою вони працювали. Чарлі був єдиним на місці події, хто зміг змусити Рекса відійти від тіла свого напарника, і між ними утворився нерозривний зв'язок, коли вони почали працювати над справами разом. Після успіху першого сезону Ріардон повернувся до ролі Чарлі ще на три сезони. Після фіналу 4-го сезону шоу було продовжено на 5-й сезон, прем'єра якого відбулася у вересні 2022 року.

## Особисте життя
У 2008 році Ріардон одружився з акторкою Меґан Орі. Раніше вони працювали разом над мінісеріалом «Учень Мерліна». Їхня перша дитина народилася у 2018 році, друга — у 2019 році, а третя — у 2023 році.
Під час зйомок 7 сезону «Гадсон і Рекс» він був відсутній, одужуючи від раку мигдалин.

## Фільмографія

### Кіно
| Рік  | Назва                 | Роль                      |
| ---- | --------------------- | ------------------------- |
| 2004 | «Білі ціпоньки»       | Гіт                       |
| 2005 | «Падший»              | Чоловік                   |
| 2006 | «Дуже страшне кіно 4» | Джеремая                  |
| 2008 | «Зроби крок»          | Джоель                    |
| 2010 | «Гібрид»              | Девід                     |
| 2010 | «Трон: Спадок»        | Молодий Кевін Флінн / Клу |

### Телебачення
| Рік          | Назва                              | Role                |
| ------------ | ---------------------------------- | ------------------- |
| 2001         | «Шоу Кріса Айзека»                 | Брюс                |
| 2002–05      | «Еджмонт»                          | Джош Ваятт          |
| 2002         | «Сутінкова зона»                   | Сем                 |
| 2002         | «Справжній світ: Загублений сезон» | Адам                |
| 2003         | «Андромеда»                        | Лак                 |
| 2003         | «Першими помруть»                  | Девід Брендт        |
| 2004         | «Поклик Тру»                       | Ренделл Томпсон     |
| 2004         | «Істота з глибин»                  | Ленс Тейлор         |
| 2005         | «Розірвані»                        | Ґреґ                |
| 2006         | «Учень Мерліна»                    | Джек                |
| 2006         | «Секс в іншому місті»              | Молодий батько      |
| 2007         | «Знеболювальна Джейн»              | Браян               |
| 2007         | «Синій дим»                        | Джош                |
| 2007         | «День Святого Валентина»           | Метт                |
| 2008         | «7 речей, які треба зробити до 30» | Денні               |
| 2008         | «Драконів син»                     | Д. Б.               |
| 2010         | «Еврика»                           | Доктор Дерек Терґуд |
| 2011         | «Пекельні кішки»                   | Джиммі              |
| 2011         | «Повернення Ешлі додому»           | Девід Повелл        |
| 2011         | «Зачіпка»                          | Велосипедист        |
| 2012         | «Смертоносна надія»                | Майкл Кірбі         |
| 2012         | «Філадельфійський експеримент»     | Карл Рід            |
| 2012–14      | «Арктичне повітря»                 | Блейк Лавіолетт     |
| 2012–14      | «Континуум»                        | Ґреґ Камерон        |
| 2013         | «Надприродне»                      | Шейн / Прометей     |
| 2014         | «Різдвяна таємниця»                | Джейсон             |
| 2014         | «Коли кличе серце»                 | Нейт                |
| 2016         | «Кохання на лаві запасних»         | Денні Голланд       |
| 2016         | «Я буду вдома на Різдво»           | Майк Кіллі          |
| 2019–present | «Гадсон і Рекс»                    | Чарлі Гадсон        |
| 2021         | «Шифр»                             | Антоні              |
| 2024         | «Повір у Різдво»                   | Ітан                |